# Resca
Resca est le pseudonyme de Alexandre André Ménager, un chanteur-interprète français né le 1er février 1881 à Niort, décédé le 14 mars 1962 à Saint-Brévin-les-Pins.
Il a enregistré une quarantaine de disques entre juin 1910 et mars 1921. Resca abandonne totalement le monde de la chanson dès 1921.

## Chansons
- Ah ! Le beau rêve (reprise de Carmen Vildez)
- C'est un petit béguin
- La ronde du soir (reprise de Georgel)
- La vipère (reprise de Georgel)
- L'heure des rêves (Paroles voir: fr.lyrics.wikia.com/wiki/Resca)
- Le cœur tzigane (reprise de Bérard)
- Les nocturnes (reprise de Gaston Gabaroche)
- Lison-Lisette (version 1) (reprise de Bérard)
- Mimi d'amour (Paroles voir: fr.lyrics.wikia.com/wiki/Resca)
- Myrella la jolie
- Quand les papillons (reprise de Damia)
- Tu ne sauras jamais (Paroles voir: fr.lyrics.wikia.com/wiki/Resca)
- Valse brune (reprise de Georges Villard)
- Zaza (reprise de René de Buxeuil)[3]